# Amédée Borrel
Pour les articles homonymes, voir Borrel.
Amédée Marie Vincent Borrel, né le 1er août 1867 à Cazouls-lès-Béziers (Hérault) et mort le 14 septembre 1936 dans la même commune, est un médecin et biologiste français, dernier élève direct de Louis Pasteur.

## Biographie
Il étudie la médecine à l'université de Montpellier.
Après sa thèse de médecine à Montpellier sur un cancer de la peau, Amédée Borrel entre à l'Institut Pasteur en 1893 au sein du premier cercle des pasteuriens, et il devient chef de laboratoire. Il travaille sur les lésions de la tuberculose expérimentale. Il devient le préparateur d'Émile Roux. Il fait partie du groupe dit « des Pasteuriens », disciples de Louis Pasteur. En novembre 1894, il fait partie du groupe de pasteuriens choisis pour veiller Louis Pasteur, victime d'une crise d'urémie.
Il travaille avec Ilya Ilitch Metchnikov sur la tuberculose, puis collabore avec Alexandre Yersin et Léon Charles Albert Calmette sur un vaccin contre la peste bubonique. En 1895, il publie avec Yersin et Calmette un ouvrage intitulé Le microbe de la peste à bubons - Action thérapeutique du sérum des animaux vaccinés aux Annales de l'Institut Pasteur, ainsi qu'un document intitulé La peste bubonique (deuxième note) aux Archives de médecine navale et coloniale.
En 1903, il fait partie des créateurs du Bulletin de l'Institut Pasteur.
En 1907, alors qu’un savant suédois lui rend hommage en nommant des bactéries Borrelia, il est le premier à émettre l’hypothèse d’un lien entre virus et cancers. Il mène des travaux sur cette théorie, dont il est un des pionniers convaincus. Accueillie avec scepticisme, sa théorie ne fut démontrée que cinquante ans plus tard.
Par ailleurs, il met au point l'un des tout premiers masques à gaz durant la Première Guerre mondiale. Il devient titulaire de la chaire de bactériologie de la faculté de Médecine de Strasbourg, puis est nommé directeur de l'Institut d'hygiène et de bactériologie de Strasbourg de 1919 à 1936.
En 1922, il contribue aux fêtes du centenaire de la naissance de Pasteur à Strasbourg. Il est également l'organisateur des centres d'approvisionnement en sérums de convalescents.
Également artiste, il peignait ses observations scientiﬁques à l’aquarelle et ses sculptures furent exposées à plusieurs reprises à la Société nationale des Beaux-Arts. 
Il passait ses vacances dans sa propriété de Cazouls-les-Béziers, où il fut emporté à 69 ans par une tuberculose. 
Il est commandeur de la légion d'honneur.

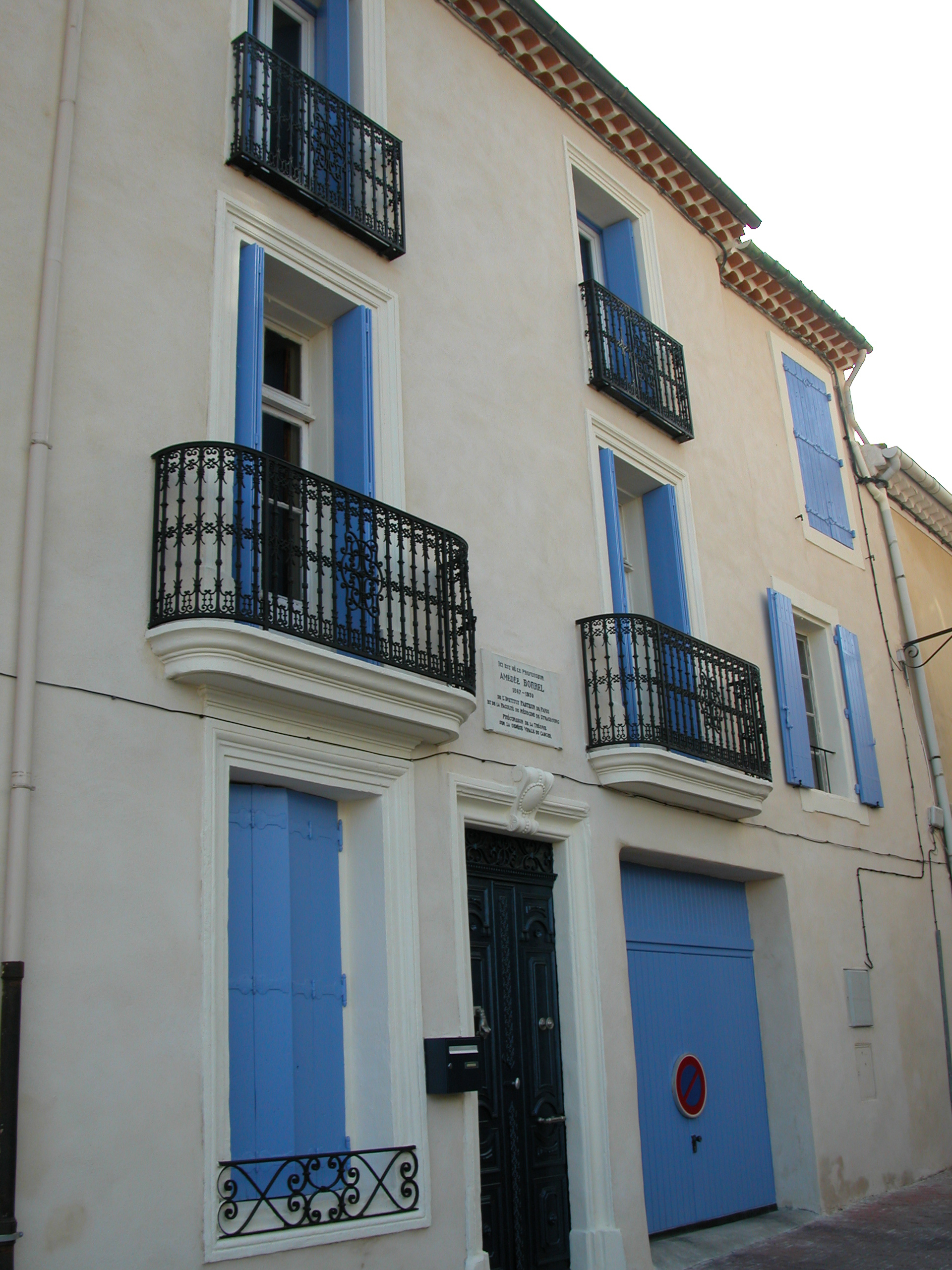
Maison natale d'Amédée Borrel à Cazouls-lès-Béziers.

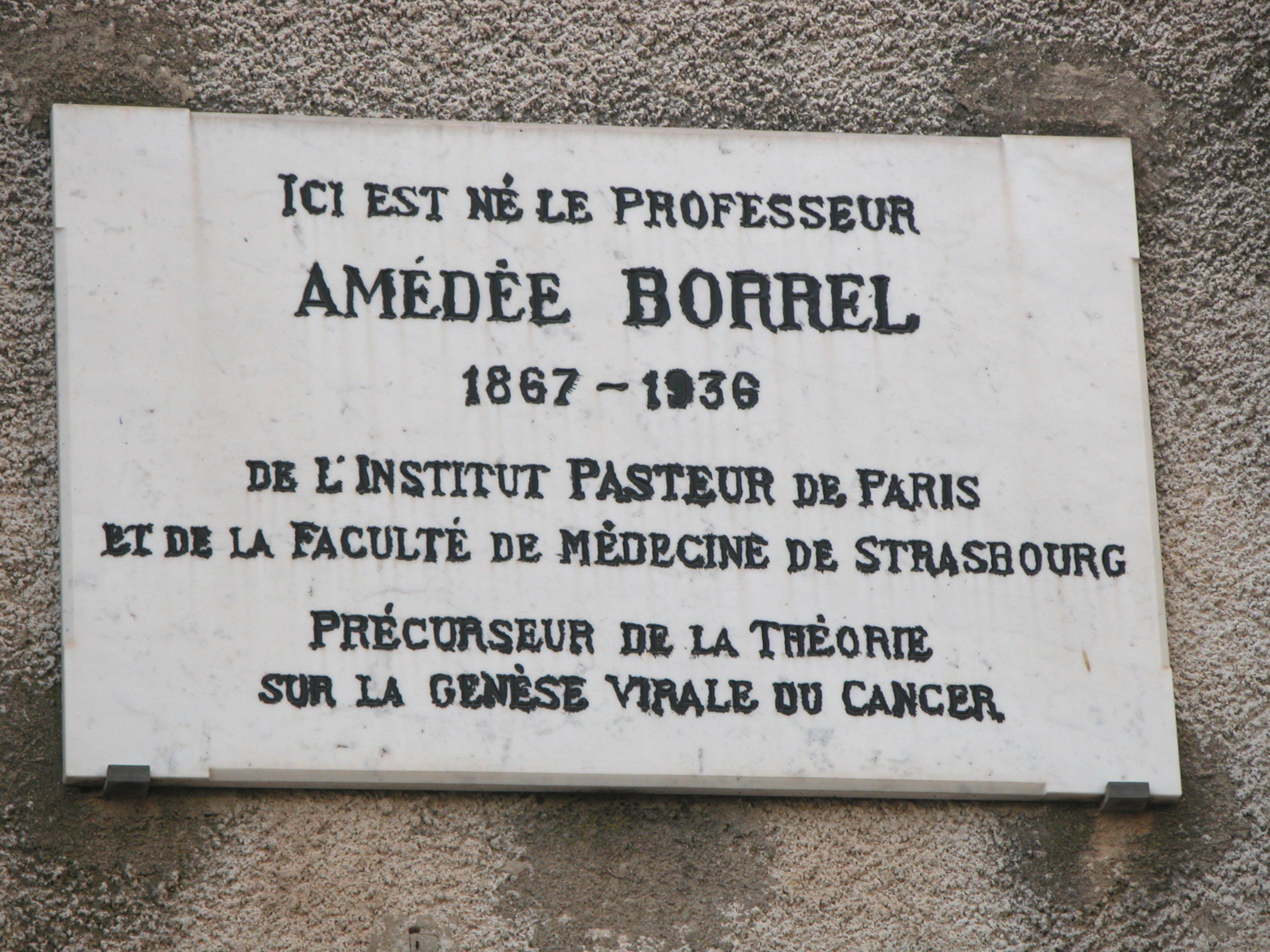
Plaque commémorative apposée sur la maison natale d'Amédée Borrel.

Aujourd'hui, une avenue de Cazouls-lès-Béziers porte le nom d'Amédée Borrel.
Un buste lui rendant hommage, d’un artiste anonyme, se trouvait dans la cour de l'ancienne mairie de Cazouls-lès-Béziers. Il a malheureusement été volé en 2008. Le plâtre original et une variante en bronze sont néanmoins conservés dans des collections privées.

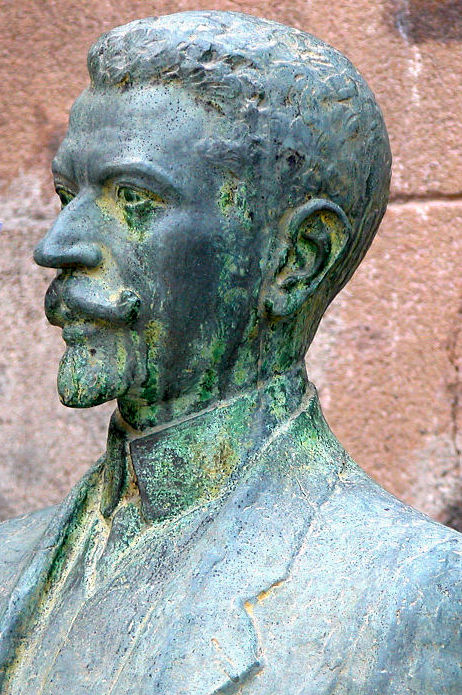
Buste d'Amédée Borrel (volé en 2008) à Cazouls-lès-Béziers.

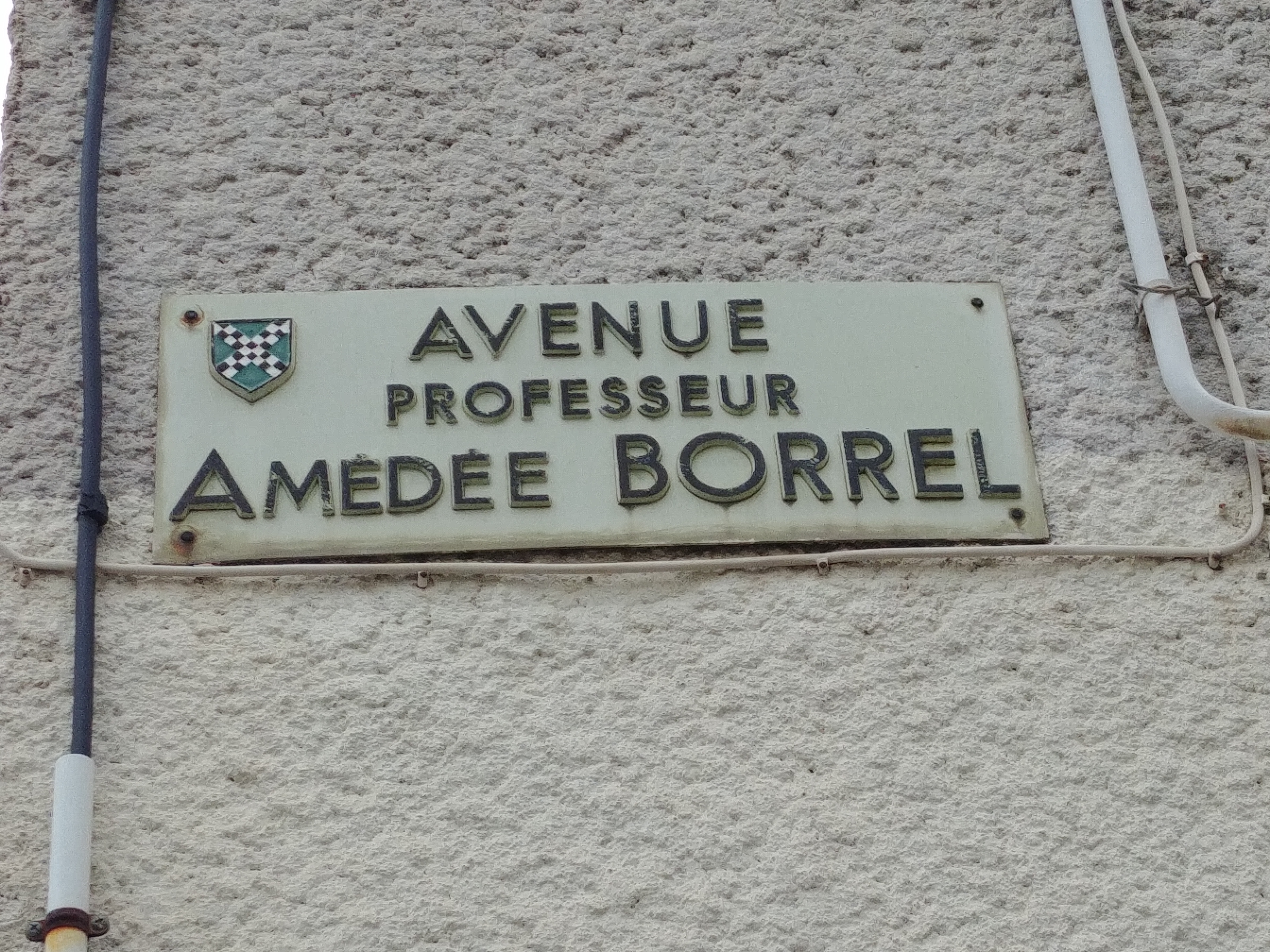
Avenue Amédée Borrel.

Amédée Borrel a eu quatre enfants dont un fils, Albert Borrel (1895-1918),, sous-lieutenant du 33e R.A.C., tombé au combat aérien durant la Première Guerre mondiale. En 2018, à l'occasion du centenaire de sa disparition, une place de Cazouls-lès-Béziers a été baptisée à son nom. 

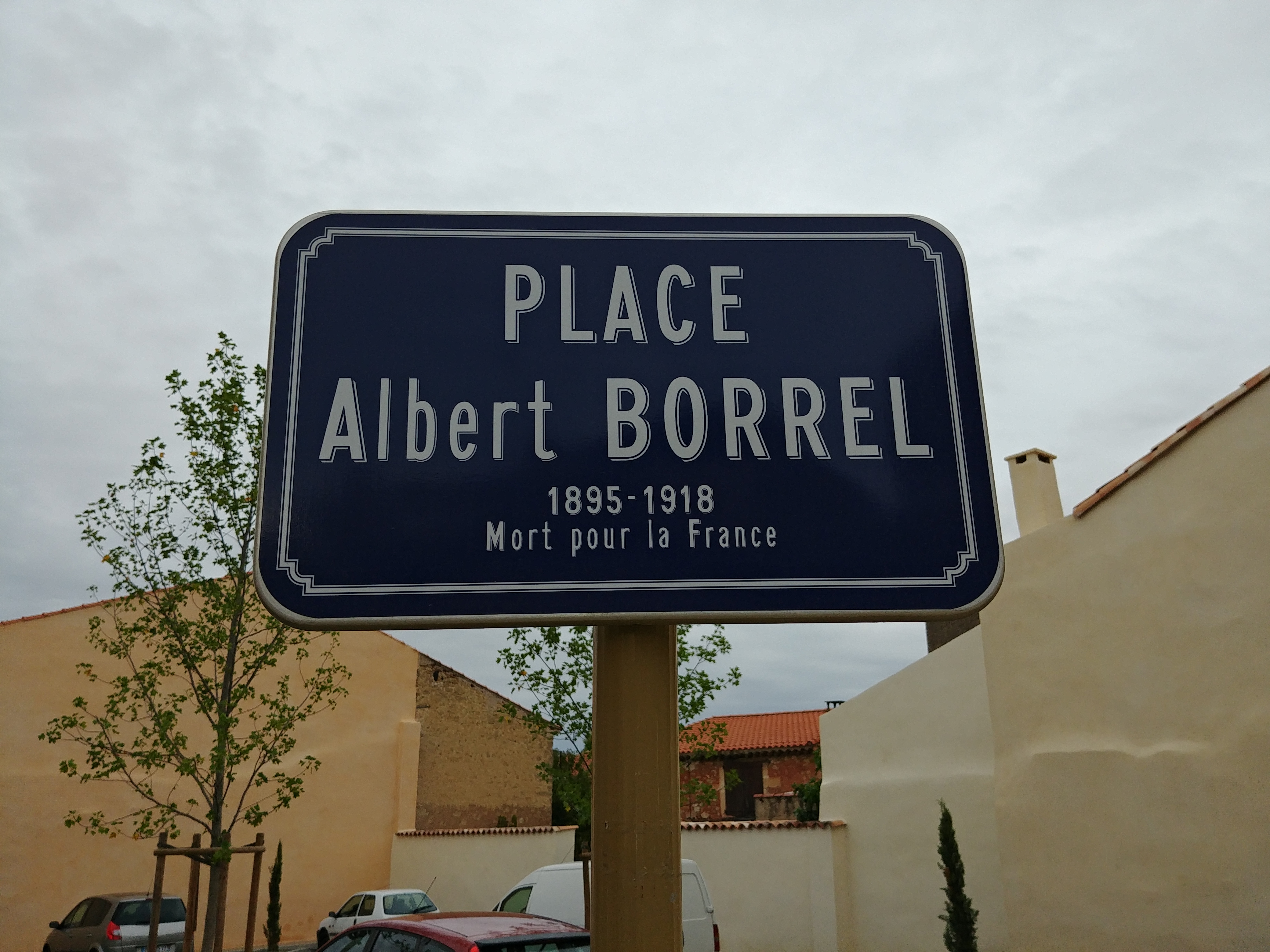
Place Albert Borrel, à Cazouls-lès-Béziers, du nom du fils d'Amédée Borrel.

## Titres et distinctions
- Licencié ès sciences naturelles en 1889.
- Docteur en médecine de l'Université de Montpellier en 1892.
- Chef de laboratoire du cours de microbiologie de l'Institut Pasteur (1896-1914), nommé par Émile Roux.
- Membre titulaire de la Société de biologie en 1900.
- Professeur du cours de microbiologie à l'Institut Pasteur de Paris (1900-1914).
- Professeur de bactériologie de la Faculté de médecine de Strasbourg et la directeur de l'Institut d'hygiène et de bactériologie (1918).
- Membre correspondant étranger (30 juillet 1921) puis membre honoraire étranger (31 juillet 1926) de l'Académie royale de Médecine de Belgique.
- Commandeur de la Légion d'honneur[5] le 29 septembre 1923.
- Prix Prince Albert Ier de Monaco de l’Académie nationale de Médecine (1929).
- Membre du Conseil scientifique de l'Institut Pasteur (1934).
- Docteur honoris causa de l'Université de Genève.
- Grand Officier de la Couronne d'Italie.
- Commandeur de l'ordre du Nichan Iftikhar
- Grand officier de l'ordre de la Couronne de chêne
- Commandeur de l'Étoile noire du Bénin

## Œuvres et publications
- Évolution cellulaire et parasitisme de l'épithélioma [thèse de médecine no 38, Montpellier], 1892.
- Planches murales destinées à l'enseignement de la bactériologie, [publiées par l'Institut Pasteur, texte explicatif, par le Dr Borrel, en trois langues : français, anglais, allemand],  Masson (Paris), 1902, Texte lire en ligne sur Gallica et planches lire en ligne sur Gallica.
- « Épithélioses infectieuses et épithéliomas », in Annales de l’Institut Pasteur, 1903.
- Notice sur les titres et travaux scientifiques, Impr. Charaire (Sceaux), 1907, Texte intégral.
- « Le problème étiologique du cancer », in: Bull Cancer, 1908 ; 1 : 15-28.
- « Nécrotuberculose et sensibilisation (anaphylaxie) par bacilles tuberculeux morts », in: Bulletin de la Société de pathologie exotique, 1908, tome 1, p. 420-421, Texte intégral
- « Le problème étiologique du cancer », [conférence du Comité du cancer, Berlin le 23 mai 1908], in: Ann Inst Pasteur, 22, 1908, p. 309-317 et Bull Cancer, 1989;76(1):2-15.
- Le problème du cancer, O. Doin (Paris), 1911, 24 p.
- Filaire et adéno-carcinome, [extrait du Bulletin de l'Association française pour l'étude du cancer. t. 17. no 9. décembre 1928], Masson et Cie (Paris), 1928.
- Homologie des cellules pigmentaires et des mastocyles chez la souris noire, [extrait du Bulletin de l'Association française pour l'étude du cancer. t. 17. no 9, décembre 1928], Masson et Cie (Paris), 1928.
- « Surcoloration et microbes filtrants », [extrait du Bulletin de l'Association française pour l'étude du cancer, janvier 1930],  Paris, Masson (Paris), 1930.
- Technique bactériologique appliquée aux cultures cellulaires, embryons, tumeurs, virus, rage, poliomyélite,  [extrait (présenté par M. L. M. Pautrier.)  du Bulletin de la Société française de dermatologie et de syphiligraphie. no 9, décembre 1930], Masson et Cie (Paris), 1930.

### En collaboration
- avec MM. Yersin et  Calmette, La Peste bubonique, [deuxième note], (travail du laboratoire de M. Roux, à l'Institut Pasteur), impr. de Charaire (Sceaux), [s.d.]
- avec G. Petit, Épithélioma branchial chez une jument: réussite de greffes cancéreuses sur le sujet lui-même, 1907, 11 p.
- avec F. Larrousse, « Localisation lépreuse dans le foie du rat par le cysticerque du Taenia crassicola », [extrait du Bulletin de l'Association française pour l'étude du cancer, décembre 1930], Masson et Cie (Paris), 1931.

### Préface
- Jean Albert-Weil (1899-1980), Les Poisons du bacille tuberculeux et les réactions cellulaires et humorales dans la tuberculose. [esquisse d'une conception nouvelle des processus pathogéniques de la tuberculose], J.-B. Baillière et fils (Paris), 1931.

## Éponymie
Un genre de bactérie, Borrelia, a été nommée en son honneur. Ces bactéries sont responsables de deux types de borréliose, la maladie de Lyme et la fièvre récurrente.
Par ailleurs, on retient les inventions suivantes :
- Flacon Borrel[6]
- Tube Borrel
- Prisme Borrel
- Technique de Borrel.